# حركة التحالف الاجتماعي المستقل
حركة التحالف الاجتماعي المستقل (بالإسبانية: Movimiento Alianza Social Independiente)‏، المعروف باسم التحالف الاجتماعي للسكان الأصليين (بالإسبانية: Alianza Social Indígena)‏ حتى عام 2011، هو حزب أصولي تقدمي في كولومبيا. في الانتخابات التشريعية التي جرت في 10 مارس 2002، فاز الحزب بالتمثيل البرلماني، وهو واحد من العديد من الأحزاب الصغيرة.

## التاريخ
في 2 ديسمبر 2005، أعلنت الحركة دعمها لأنتاناس موكوس في الحملة الرئاسية لعام 2006. في انتخابات عام 2006، فاز الحزب بمقعدين (من مائة) في مجلس الشيوخ.

## روابط خارجية
- باللغة الإسبانية إتنياس دي كولومبيا: حركة التحالف الاجتماعي للسكان الأصليين